# Andrew Riley
Pour les articles homonymes, voir Riley.
Andrew Riley (né le 6 septembre 1988 dans la paroisse de Saint-Thomas) est un athlète jamaïcain, spécialiste du 110 mètres haies.

## Biographie
Étudiant à l'Université de l'Illinois à Urbana-Champaign, il remporte sous les couleurs des Fighting Illini de l'Illinois quatre titres NCAA : trois en plein air sur 100 m (2012) et 110 m haies (2011 et 2012), et un en salle sur 60 m haies (2011). Il est le premier athlète masculin à remporter la même année les titres universitaires du 100 m et du 110 m haies.
Il participe aux Jeux olympiques de 2012, à Londres, mais s'incline dès les séries (13 s 59).

### Palmarès
| Date | Compétition           | Lieu             | Résultat | Épreuve     | Performance |
| ---- | --------------------- | ---------------- | -------- | ----------- | ----------- |
| 2013 | Championnats du monde | Moscou           | 8e       | 110 m haies | 13 s 51     |
| 2014 | Jeux du Commonwealth  | Glasgow          | 1er      | 110 m haies | 13 s 32     |
| 2014 | Ligue de diamant      | Ligue de diamant | 4e       | 110 m haies | détails     |

### Records
| Épreuve     | Performance        | Lieu        | Date           |
| ----------- | ------------------ | ----------- | -------------- |
| 100 m       | 10 s 02 (+1,4 m/s) | Des Moines  | 6 juin 2012    |
| 110 m haies | 13 s 14 (+0,0 m/s) | Saint-Denis | 6 juillet 2013 |